# Apicia yssone
Apicia yssone là một loài bướm đêm trong họ Geometridae.